# Породица Адамс 2
Породица Адамс 2 (енгл. The Addams Family 2) је рачунарски-анимирани натприродни црно-хумористички друмски филм из 2021. године, редитеља Грега Тирнана и Конрада Вернона, ко-редитеља Лоре Брусо и Кевина Павловића, писаца Дена Хернандеза, Бенџија Самита, Бена Квина и Сузане Фогел, а темељен је на ликовима Чарлса Адамса. Служи као наставак филма из 2019, Породица Адамс, док гласове позајмљују Оскар Ајзак, Шарлиз Терон, Клои Грејс Морец, Ник Крол, Џевон Волтон, Snoop Dogg, Бет Мидлер, Бил Хејдер и Волас Шон. Прича о породици Адамс док одлазе на путовање.
Филм је биоскопски објављен 1. октобра 2021. године у Сједињеним Државама, дистрибутера United Artists Releasing-а, након чега је објављен 8. октобра међународно, дистрибутера Universal Pictures-а. Филм је биоскопски објављен 28. октобра 2021. године у Србији, дистрибутера Taramount Film-а. Српску синхронизацију радио је студио Соло.

## Радња
У сасвим новом филму затичемо избезумљене родитеље Мортишу и Гомеза јер њихова деца нису више мала, прескачу породичне вечере и потпуно су заокупљени „временом вриска”. Како би повратили своју блискост, одлучују да стрпају Среду, Пагслија, ујака Фестера и посаду у свој уклети кампер и крену на последњи бедни породични одмор. Њихова авантура широм Америке извлачи их из њиховог стила уз урнебесне ситуације са њиховим култним рођаком Ствари, као и многим новим чудним ликовима. Шта би могло да крене по злу?

## Улоге
| Улога           | Оригинални глас  | Српски глас       |
| --------------- | ---------------- | ----------------- |
| Гомез Адамс     | Оскар Ајзак      | Срђан Тимаров     |
| Мортиша Адамс   | Шарлиз Терон     | Душица Новаковић  |
| Среда Адамс     | Клои Грејс Морец | Ђурђина Радић     |
| Фестер Адамс    | Ник Крол         | Марко Марковић    |
| Пагсли Адамс    | Фин Вулфхард     | Виктор Мајер      |
| Баба Адамс      | Бет Мидлер       | Добрила Илић      |
| Лурч            | Конрад Вернон    | Никола Немешевић  |
| Ит Адамс        |                  | оригинални глас   |
| Сајрус Стрејнџ  | Бил Хејдер       | Марко Марковић    |
| Волас Мастела   | Волас Шон        | Мирољуб Турајлија |
| Рони            | Брајан Сомер     | Лако Николић      |
| Понго           | Тед Еванс        | Стефан Бундало    |
| Офелија Стрејнџ | Черами Ли        | Тамара Алексић    |